# Commelina rzedowskii
Commelina rzedowskii är en himmelsblomsväxtart som beskrevs av López-ferr., Espejo och Ceja. Commelina rzedowskii ingår i släktet himmelsblommor, och familjen himmelsblomsväxter. Inga underarter finns listade.